# Liste der Bodendenkmäler in Emersacker
Auf dieser Seite sind die Bodendenkmäler in der schwäbischen Gemeinde Emersacker zusammengestellt. Diese Tabelle ist eine Teilliste der Liste der Bodendenkmäler in Bayern. Grundlage ist die Bayerische Denkmalliste, die auf Basis des Bayerischen Denkmalschutzgesetzes vom 1. Oktober 1973 erstmals erstellt wurde und seither durch das Bayerische Landesamt für Denkmalpflege geführt wird. Die folgenden Angaben ersetzen nicht die rechtsverbindliche Auskunft der Denkmalschutzbehörde.

## Bodendenkmäler in Emersacker
| Lage                   | Objekt | Akten-Nr.     | Bild           |
| ---------------------- | --- | ------------- | -------------- |
| (Standort)             | Grabhügel vorgeschichtlicher Zeitstellung.                                                                      | D-7-7530-0003 |                |
| (Standort)             | Schanze vor- und frühgeschichtlicher Zeitstellung.                                                              | D-7-7530-0004 |                |
| Im Schloß 1 (Standort) | Mittelalterliche und frühneuzeitliche Befunde im Bereich des Schlosses von Emersacker.                          | D-7-7530-0005 | weitere Bilder |
| Kirchberg 1 (Standort) | Mittelalterliche und frühneuzeitliche Befunde im Bereich der katholischen Pfarrkirche St. Martin in Emersacker. | D-7-7530-0133 | weitere Bilder |